# Ennucula
Ennucula är ett släkte av musslor som beskrevs av Tom Iredale 1931. Ennucula ingår i familjen nötmusslor.
Kladogram enligt Catalogue of Life och Dyntaxa:
| Ennucula | \| \| Ennucula linki \| \| \| \| \| \| Ennucula tenuis \| \| \| \| |
|          | \| \| Ennucula linki \| \| \| \| \| \| Ennucula tenuis \| \| \| \| |
|          | Acila                                                              |
|          |                                                                    |
|          | Adrana                                                             |
|          |                                                                    |
|          | Austronucula                                                       |
|          |                                                                    |
|          | Brevinucula                                                        |
|          |                                                                    |
|          | Lamellinucula                                                      |
|          |                                                                    |
|          | Leionucula                                                         |
|          |                                                                    |
|          | Linucula                                                           |
|          |                                                                    |
|          | Nucula                                                             |
|          |                                                                    |
|          | Nuculoma                                                           |
|          |                                                                    |
|          | Pronucula                                                          |
|          |                                                                    |
|          | Varinucula                                                         |
|          |                                                                    |
|          | Ennucula linki                                                     |
|          |                                                                    |
|          | Ennucula tenuis                                                    |
|          |                                                                    |

|  | Ennucula linki  |
|  |                 |
|  | Ennucula tenuis |
|  |                 |